# The Black Crown
The Black Crown — третій студійний альбом, американського дезкор-гурту Suicide Silence, випущений 12 липня 2011 року, лейблом Century Media Records. Це останній альбом гурту за участі вокаліста Мітча Лакера, загинувшого 1 листопада 2012 року

## Обкладинка
Дизайнером обкладинки альбому The Black Crown став Keн "K3N" Адамс, який також розробляв дизайн обкладинок для таких гуртів як Lamb of God, Coheed and Cambria, 88 Fingers Louie та інших.

## Список композицій
Автор слів Мітч Лакер, автор музики Suicide Silence. 
| #     | Назва                                                  | Тривалість |
| ----- | ------------------------------------------------------ | ---------- |
| 1.    | «Slaves to Substance»                                  | 3:28       |
| 2.    | «O.C.D.»                                               | 3:20       |
| 3.    | «Human Violence»                                       | 3:48       |
| 4.    | «You Only Live Once»                                   | 3:13       |
| 5.    | «Fuck Everything»                                      | 4:34       |
| 6.    | «March to the Black Crown»                             | 1:31       |
| 7.    | «Witness the Addiction» (за участі Джонатана Девіса)   | 5:32       |
| 8.    | «Cross-Eyed Catastrophe» (за участі Алексії Родрігеза) | 3:25       |
| 9.    | «Smashed» (за участі Френка Маллена)                   | 3:07       |
| 10.   | «The Only Thing That Sets Us Apart»                    | 4:11       |
| 11.   | «Cancerous Skies»                                      | 3:15       |
| 39:19 |                                                        |            |

| Бонус трек на iTunes | Бонус трек на iTunes            | Бонус трек на iTunes |
| #                    | Назва                           | Тривалість           |
| -------------------- | ------------------------------- | -------------------- |
| 12.                  | «Superbeast» (кавер Rob Zombie) | 3:40                 |

| Century Media Exclusive Limited Version | Century Media Exclusive Limited Version | Century Media Exclusive Limited Version |
| #                                       | Назва                                   | Тривалість                              |
| --------------------------------------- | --------------------------------------- | --------------------------------------- |
| 12.                                     | «Revival of Life»                       | 4:07                                    |

## Учасники запису
| Suicide Silence - Chris Garza – Ритм-гітара - Mark Heylmun – Електрогітара - Dan Kenny – Бас-гітара - Alex Lopez – Барабани - Мітч Лакер– Вокал | Виробництво - Продюсер - Steve Evetts - Мікшування - Chris "Zeuss" Harris]] з Planet Z Studios - Запис на The Omen Room Studios, Гарден Гроув - Менеджмент by Jerry Clubb з Ricochet Management - A&R - Steve Joh pf Century Media - Обкладинка, дизайн - Ken Adams |

## Чарти
| Чарти                             | Найвища позиція |
| --------------------------------- | --------------- |
| U.S. Billboard 200                | 28              |
| U.S. Billboard Rock Albums        | 7               |
| U.S. Billboard Independent Albums | 6               |
| U.S. Billboard Hard Rock Albums   | 3               |